# Ліной Ашрам
Ліной Ашрам (нар. 13 травня 1999, Рішон-ле-Ціон) — ізраїльська гімнастка, що виступає в індивідуальній першості. Олімпійська чемпіонка Токіо в абсолютній першості. Багаторазова призерка чемпіонатів світу, чемпіонка та багаторазова призерка чемпіонатів Європи та Європейських ігор. Перша в історії Ізраїлю призерка чемпіонату світу в абсолютній першості, чемпіонка та призерка в абсолютній першості чемпіонатів Європи. 
Тричі визнавалась спортсменкою року в Ізраїлі: 2017, 2018 та 2019 роках.
У повномасштабній російсько-українській війні підтримала росію, зокрема позицію сестер Аверіних.

## Біографія
Батько служить у Збройних силах Ізраїлю, мати - помічниця вчителя. Має сестер: Хен (1996), Хілу (2012) та брата Ідана (1997).
У 2017 року почала  службу в армії на адміністративній посаді секретаря, обов'язки якого виконувала з 8:00 по 11:00, окрім змагальних днів, коли отримувала вихідний. Службу в армії, навіть на адміністративній посаді, вважала важливим внеском в обороноздатність країни. У 2019 році демобілізована. Почала здобувати вищу освіту з соціальної освіти зі спеціалізацією у спорті.
У 2020 році відкрила інтернет-магазин з колекцією одягу.

## Спортивна кар'єра
Через гіперактивність мати відвела до секції художньої гімнастики, коли було сім років.

### 2014
Брала участь в Юнацьких Олімпійських іграх, де посіла п'яте місце в абсолютній першості.

### 2017
З 2017 року поєднувала тренування та активну спортивну кар'єру зі службою в армії.
На чемпіонаті Європи вперше в кар'єрі піднялась на п'єдестал континентальної першості у вправі з обручем та булавами, здобувши дві бронзи.На чемпіонаті світу вперше в історії Ізраїлю стала бронзовою призеркою в абсолютній першості. У вправі зі стрічкою здобула другу за турнір бронзову нагороду.

### 2018
На чемпіонаті світу в Софії вперше в кар'єрі виборола срібну нагороду в абсолютній першості, що стало найвищим результатом художніх гімнасток в історії Ізраїлю, а також поповнила власну скарбничку сріблом у вправі з обручем та бронзу у стрічці.

### 2019
Через травму змушена була пропустити чемпіонат Європи в Баку, Азербайджан.
На ІІ Європейських іграх у Мінську, Білорусь, здобула перемоги у вправі з м'ячем та булавами, а в абсолютній першості та вправі зі стрічкою стала срібною призеркою.
У вересні на чемпіонаті світу в Баку, Азербайджан, здобула медалі в усіх шести видах програми: чотири срібні нагороди в командній першості, вправі з обручем, булавами та стрічкою та дві бронзові нагороди в абсолютній першості та вправі з м'ячем.

### 2020
На чемпіонаті Європи в Києві, Україна, в абсолютній першості набрала однакову суму балів з білоруською гімнасткою Аліною Гарнасько, тому чемпіонка визначалась за додатковими показниками: обидві гімнастки за сумою чотирьох видів мали ідентичну оцінку за складність (оцінка Е), яка склала 35,900, то порівнювали оцінки ЕТ (пониження за технічне виконання), де Ліной мала -2,200 бали, а Аліна -2,500 бала, тому чемпіонкою Європи з перевагою у 0,3 бали за ЕТ стала Ліной Ашрам.

### 2021
За шість тижнів до чемпіонату Європи, що проходив в болгарській Варні, отримала травму меніска, повернулась до тренувань за два дні до змагань. В абсолютній першості через помилки зупинилась за крок до п'єдесталу, але здобула перемогу у вправі з булавами та була другою у вправах з обручем та м'ячем.
На Олімпійських іграх в Токіо, Японія, почала кваліфікаційний раунд змагань з вкрай невдалого виконання вправи з обручем, завершивши виступ без предмета на п'ятнадцятій сходинці, однак завдяки зібраності за рахунок прекрасного виконання трьох наступних вправ завершила змагання на третій сходинці, кваліфікувавшись до фінальної стадії змагань, де у вправах в обручем, м'ячем та булавами продемонструвала найкращі серед фіналісток результати, а у вправі зі стрічкою втратила предмет, але за сумою чотирьох видів здобула сенсаційну перемогу в 0,250 бала переваги над фавориткою змагань з команди ROC Діною Аверіною. Стала першою жінкою в історії Ізраїлю, що здобула перемогу на Олімпійських іграх.
2022
4 квітня оголосила про завершення спортивної кар'єри, планує допомагати з тренуванням збірної Ізраїлю.

## Результати на турнірах
| Рік  | Змагання            | Команда | АП |   |   |   |   |
| ---- | ------------------- | ------- | -- | - | - | - | - |
| 2016 | Чемпіонат Європи    |         | 8  |   |   |   |   |
| 2017 | Чемпіонат Європи    | 4       |    | 3 | 5 | 3 | 6 |
| 2017 | Чемпіонат світу     |         | 3  | 6 | 4 |   | 3 |
| 2018 | Чемпіонат Європи    | 10      | 4  |   |   |   |   |
| 2018 | Чемпіонат світу     | 4       | 2  | 2 |   |   | 3 |
| 2019 | Європейські ігри    |         | 2  | 6 | 1 | 1 | 2 |
| 2019 | Чемпіонат світу     | 2       | 3  | 2 | 3 | 2 | 2 |
| 2020 | Чемпіонат Європи    |         | 1  |   |   |   |   |
| 2021 | Кубок світу. Софія  |         | 1  | 3 | 1 | 4 | 4 |
| 2021 | Кубок світу. Баку   |         | 5  | 1 | 5 | 1 |   |
| 2021 | Кубок світу. Пезаро |         | 4  | 2 | 1 | 2 | 6 |
| 2021 | Чемпіонат Європи    | 3       | 4  | 2 | 2 | 1 | 4 |
| 2021 | Гран-прі. Тель-Авів |         | 1  | 1 | 1 | 1 | 1 |
| 2021 | Олімпійські ігри    |         | 1  |   |   |   |   |